# معركة أندخود
معركة أندخود أو معركة أندخوي هي معركة وقعت في عام 1204 على ضفاف نهر جيحون بالقرب من أندخوي في أفغانستان الحالية. دارت رحاها بين القوات الغورية التابعة لمحمد الغوري ضد قوات القراخطائية (بمساعدة الإمبراطورية الخوارزمية) بقيادة تايانغو الطرازي. انتهت المعركة بهزيمة كاملة للغوريين، على الرغم من أن محمد الغوري تمكن من الهروب من الهزيمة بعد تدخل عثمان القراخاني.
قام الغوريون، بعد وفاة تكيش ملك خوارزم بغزو معظم خراسان وضمها إليهم وسط الحرب الأهلية بين خلفاء تكيش على العرش. ومع ذلك، استعاد علاء الدين شاه فتوحاته الغورية، وقام بمبادرات دبلوماسية لإحلال السلام مع الغوريين. على الرغم من ذلك، رفض الغوريون عروضه. توفي غياث الدين محمد في هذه المرحلة في هرات (1203) وخلفه أخوه محمد الغوري. سرعان ما طرد علاء الدين الحاكم الغوري من هرات وحرر المدينة مما أدى إلى غزو واسع النطاق من محمد الغوري الذي حاصر عاصمة علاء الدين جورجانز. ومع ذلك، فشل الغوريون في الضغط على الحصار واضطروا إلى التراجع عندما وصلت قوة كبيرة من قوات القراخطائية والقراخائية لمساعدة الخوارزميين.
وطُرد الغوريون في انسحابهم، وفي معركة حاسمة جرت بالقرب من نهر جيحون في أندخوي، هُزمت قوات محمد بالكامل على يد قره خيطيس الذي طارده أيضًا في انسحابه. سُمح لمحمد بالتراجع بأمان إلى غزنة بعد أن دفع فدية كبيرة لتيانجو.
أدت كارثة أندخود إلى خسارة الغوريين لمعظم خراسان، وتمرد عدد من قادتهم العبيد في منطقة الغوريين الأساسية أيضًا. ومع ذلك، نجح محمد الغوري في التعامل مع هذه التمردات وقام بالتحضيرات للانتقام لهزيمته، إلا أنه اُغتِيل في دامياك في 15 آذار 1206. اضطر خليفته إلى الاعتراف بسيادة الخوارزميين الذين أطاحوا بالغوريين بحلول عام 1215 ولكن جنكيز خان اقتلعهم من جذورهم في عام 1221.

## الخلفية
بحلول نهاية القرن الثاني عشر، وصلت الدولة الغورية تحت حكم غياث الدين محمد وشقيقه الأصغر محمد الغوري إلى أقصى امتداد إقليمي لها. بعد طرد الغزنويين من معقلهم الأخير في عام 1186، حقق الغوريون نصرًا ميدانيًا في عام 1192، ضد قوات الملك تشاهامانا بريثفيراجا الثالث في معركة تارين الثانية التي فتحت وادي الجانج بالكامل، والذي ضغط عليه محمد وجنرالاته العبيد في السنوات اللاحقة ووصل إلى دلتا الجانج في البنغال. بعد فتوحاتهم في شبه القارة الهندية، شرع الغوريون في الصراع مع إمبراطورية خوارزم من أجل السيادة على خراسان.
وفي هذه الأثناء توفي تكيش في عام 1200 وخلفه ابنه علاء الدين شاه. استغل الغوريون الحرب الأهلية بين علاء الدين وابن أخيه هندو خان على العرش، ونجحوا في الاستيلاء على نيسابور ومرو وطوس ووصلوا إلى جرجان وبيستام. علاوة على ذلك، في ميرف، وضع الغوريون خان الهندوسي منافس علاء الدين على العرش. وبذلك تمكن الغوريون من الاستيلاء على معظم خراسان لأول مرة في فترة قصيرة. ومع ذلك، سرعان ما اعتلى علاء الدين العرش في آب 1200 واستعاد أراضيه من الغوريين بعد سلسلة من الغارات التي بدأت في أيلول 1201 واستعاد نيسابور وفتوحات غورية أخرى بما في ذلك هرات. وعلى الرغم من هذا النجاح، حاول علاء الدين إقامة علاقات ودية مع الغوريين (ربما للتخلص من سيادة قره خيتاي) وكتب إليهم رسالة يعاملونه فيها كابنه وعرض الزواج من والدته تركان خاتون لمحمد الغوري. ومع ذلك، فقد رفض الغوريون العروض التي قدمها علاء الدين، وهم يواصلون شن الغارات في خراسان.
وفي نفس الوقت تقريبًا، توفي غياث الدين في عام 1203 بسبب المرض في هرات، وخلفه محمد باعتباره الحاكم الوحيد لسلالة الغوريين. استغل علاء الدين غياب محمد عن هرات، وسط وفاة أخيه، وهزم حامية الغوريين في هرات واستعاد المدينة. لكن محمدًا صدّهم من مرو وهزمهم شرقي عاصمته في جرجانز. ومن أجل توجيه ضربة حاسمة للخوارزميين، حاصر محمد عاصمتهم جرجانز، ربما لضم إمبراطوريتهم بالكامل. تراجع علاء الدين، وطلب المساعدة من حكام القراخطائية الذين كانوا هم أنفسهم في علاقات عدائية مع الغوريين بعد غزوهم لبلخ. وهكذا أرسل القره خيتاي قوة كبيرة قوامها 40 ألف جندي تحت قيادة تايانجو من طلاس إلى جانب الحاكم القراخاني عثمان بن إبراهيم من سمرقند وابن عمه تاج الدين بيلج خان.

## الاستشهادات
1. ↑  Nizami 1998، صفحة 182.
2. ↑  Bosworth 1968، صفحة 166.
3. ↑  Biran 2005، صفحة 65.
4. 1 2  Nizami 1998، صفحة 185.
5. ↑  Habibullah 1957، صفحة 24.
6. ↑  Habibullah 1957، صفحة 25.
7. ↑  Habib 1970، صفحة 43.
8. ↑  Habib 1970، صفحة 44.
9. ↑  Habib 1970، صفحة 42.
10. ↑  Biran 2005، صفحة 67.
11. ↑  Habibullah 1957، صفحة 23.
12. ↑  Biran 2005، صفحة 68.
13. ↑  Bosworth 1968، صفحة 167.

## فهرس
- Bosworth، C.E. (1968). THE POLITICAL AND DYNASTIC HISTORY OF THE IRANIAN WORLD (A.D. 1000–1217). Cambridge University Press. ISBN:978-0-521-06936-6. مؤرشف من الأصل في 2021-01-29.
- Biran, Michael (2005). The Empire of the Qara Khitai in Eurasian History: Between China and the Islamic World (بالإنجليزية). Cambridge University Press. ISBN:978-0-521-84226-6. Archived from the original on 2025-03-11.
- Chandra, Satish (2007). History of Medieval India:800-1700 (بالإنجليزية). Orient Longman. ISBN:978-81-250-3226-7. Archived from the original on 2025-03-11.
- Habib, Irfan (1992). "The Formation of the Sultanate Ruling Class of the Thirteenth Century". In Iqtidar Alam Khan (ed.). Medieval India: Researches in the History of India, 1200-1750 (بالإنجليزية). Oxford University Press. Archived from the original on 2023-07-13.
- Habib، Mohammad (1970). "The Asiatic Environment". في Mohammad Habib؛ Khaliq Ahmad Nizami (المحررون). A Comprehensive History of India: The Delhi Sultanat (A.D. 1206-1526) (ط. Second). The Indian History Congress / People's Publishing House. ج. 5. ص. 44. OCLC:31870180. مؤرشف من الأصل في 2025-02-12.
- Habib, Mohammad (1981). Politics and Society During the Early Medieval Period: Collected Works of Professor Mohammad Habib (بالإنجليزية). People's Publishing House. Archived from the original on 2022-09-26.
- Habibullah، A. B. M. (1957). The Foundation of Muslim rule in India.
- Nizami, K. A. (1998). "The Ghurids". In M. S. Asimov; C. E. Bossworth (eds.). History of civilizations of central Asia: Volume IV The age of achievement: A.D. 750 to the end of the fifteenth century : ( part one ) The historical, social and economic setting (بالإنجليزية). UNESCO. ISBN:978-92-3-103467-1. Archived from the original on 2024-11-30.
- Nizami، K. A. (1970). "Foundation of the Delhi Sultanate". في Mohammad Habib؛ Khaliq Ahmad Nizami (المحررون). A Comprehensive History of India: The Delhi Sultanat (A.D. 1206-1526) (ط. Second). The Indian History Congress / People's Publishing House. ج. 5. OCLC:31870180. مؤرشف من الأصل في 2025-02-12.